# لوبیتس
لوبیتس (به آلمانی: Löbitz) یک منطقهٔ مسکونی در آلمان است که در مرتندورف واقع شده‌است. لوبیتس ۴۴۷ نفر جمعیت دارد.